# Eurovisiesongfestival 1987
Het Eurovisiesongfestival 1987 was het tweeëndertigste Eurovisiesongfestival en vond plaats op 9 mei 1987 in Brussel, België.
Het programma werd gepresenteerd door Viktor Lazlo.
Van de 22 deelnemende landen won Ierland met het nummer Hold me now, uitgevoerd door Johnny Logan, die ook het Eurovisiesongfestival 1980 voor Ierland won.
Dit lied kreeg 172 punten, 13,5% van het totale aantal punten.
Met 141 punten werd Duitsland tweede, gevolgd door Italië op de derde plaats met 103 punten.

## Puntentelling

### Stemstructuur
Net als vorig jaar werden in de nationale jury punten toegekend aan elk liedje. Het liedje met het meest aantal stemmen, kreeg twaalf punten. De tweede keus kreeg tien punten en de derde plaats tot en met tiende plaats kregen acht tot en met één punten. Stemmen op het eigen land is niet toegestaan.

### Score bijhouden
De score werd bijgehouden op een scorebord dat in de zaal hing. Het bord was qua indeling een kopie van het scoreoverzicht van 1985 en 1986.
De landen stonden in het Frans op het bord.
Voor de naam was de vlag en een extra cijfervak te zien.
Achter elk land stond het totaal aantal punten.
De gegeven punten werden gelijk bij het totaal van het land opgeteld.
De presentatrice stond op het podium, schuin voor het scorebord.
Het land dat de punten aan het doorgeven was, was herkenbaar doordat op het vlakje voor de naam een rondje (de "bovenkant van de 8") te zien was.
Tussen het opbellen werd de tussenstand op het scorebord zichtbaar. Nadat een land alle punten had gegeven verscheen een cijfer dat de rangorde in te tussenstand aangaf voor de naam van het land in het extra cijfer-vak. Eerst de top vijf en na een paar seconden de gehele stand. Bovendien was de naam van het land dat op dat moment de leiding had verlicht.

### Stemmen
Het bellen van de landen ging op volgorde van deelname.
Het geven van de punten gebeurde in volgorde van laag naar hoog.
De vertegenwoordiger van het land noemde het land en het aantal punten in het Engels of Frans.
De presentatrice herhaalde dit in de taal waarin de punten gegeven werden
om daarna beide gegevens in de andere taal te herhalen.
Daarbij werd zowel in het Engels als het Frans points gebruikt.

### Beslissing
Pas nadat Joegoslavië als een na laatste de punten door had gegeven stond vast dat Ierland de winnaar was. Het verschil tussen de Ieren (160) en Duitsland (140) was te groot (20) om nog ingehaald te worden door de punten die Zwitserland als laatste moest geven.

### Fout
De EBU-controleur moest Nederland tot de orde roepen omdat er vanuit Hilversum aan Cyprus 2 en 10 punten werd gegeven. De fout werd tijdens het stemmen ontdekt en hersteld: de 10 punten bleken voor Duitsland.

### Resultaten
| Plaats | Land                | Artiest                        | Lied                                   | Punten |
| ------ | ------------------- | ------------------------------ | -------------------------------------- | ------ |
| 1      | Ierland             | Johnny Logan                   | Hold me now                            | 172    |
| 2      | Duitsland           | Wind                           | Lass die Sonne in dein Herz            | 141    |
| 3      | Italië              | Umberto Tozzi & Raf            | Gente di mare                          | 103    |
| 4      | Joegoslavië         | Novi Fosili                    | Ja sam za ples                         | 92     |
| 5      | Denemarken          | Anne Cathrine Herdorf & Bandjo | En lille melodi                        | 83     |
| 5      | Nederland           | Marcha                         | Rechtop in de wind                     | 83     |
| 7      | Cyprus              | Alexia                         | Aspro-mavro                            | 80     |
| 8      | Israël              | Lazy Bums                      | Shir habatlanim                        | 73     |
| 9      | Noorwegen           | Kate Gulbrandsen               | Mitt liv                               | 65     |
| 10     | Griekenland         | Bang                           | Stop                                   | 64     |
| 11     | België              | Liliane Saint-Pierre           | Soldiers of love                       | 56     |
| 12     | Zweden              | Lotta Engberg                  | Boogaloo                               | 50     |
| 13     | Verenigd Koninkrijk | Rikki                          | Only the Light                         | 47     |
| 14     | Frankrijk           | Christine Minier               | Les mots d'amour n'ont pas de dimanche | 44     |
| 15     | Finland             | Vicky Rosti & Boulevard        | Sata salamaa                           | 32     |
| 16     | IJsland             | Halla Margrét                  | Hægt og hljótt                         | 28     |
| 17     | Zwitserland         | Carol Rich                     | Moitié, moitié                         | 26     |
| 18     | Portugal            | Nevada                         | Neste barco à vela                     | 15     |
| 19     | Spanje              | Patricia Kraus                 | No estás solo                          | 10     |
| 20     | Oostenrijk          | Gary Lux                       | Nur noch Gefühl                        | 8      |
| 21     | Luxemburg           | Plastic Bertrand               | Amour amour                            | 4      |
| 22     | Turkije             | Seyyal Taner & Lokomotif       | Şarkım sevgi üstüne                    | 0      |

## Postcards
De postcards zijn de vooraf opgenomen filmpjes die tussen de liedjes door worden vertoond. Na de gebruikelijke toeristische plaatjes werd elk deelnemend land welkom geheten door een Belgisch stripfiguur. Dit werd gedaan, omdat België een rijke stripcultuur heeft. Bij de introductie van elke deelnemer werd tegen de achtergrond een afbeelding uit een bekende stripreeks vertoond. In een tekstballon werd het deelnemende land in de eigen taal welkom geheten. Zo stond in de tekstballon voor Nederland de tekst "Hartelijke groeten aan Nederland!". Aangezien België het gastland was, stond in de tekstballon van dat land een andere tekst: "Welkom in België! / Bienvenue en Belgique!" Hoewel Duits de meest gesproken taal in Zwitserland is, werd dat land in het Frans welkom geheten. Waarschijnlijk is hiervoor gekozen omdat de kandidaat in het Frans zong. Hieronder staan alle stripfiguren die de deelnemende landen welkom heetten:
 Kuifje (Hergé)

 Kwik en Flupke (Hergé)

 De Kat (Philippe Geluck)

 Nero (Marc Sleen)

 Bollie en Billie (Roba)

 Suske en Wiske (Willy Vandersteen)

 Leonardo (Turk & De Groot)

 Guust Flater (Franquin)

 Max (Bara)

 Yoko Tsuno (Roger Leloup)

 Inspecteur Canardo (Sokal)

 Samber (Yslaire)

 De dorpsgek van Schoonvergeten (Comès)

 Clifton (Turk & De Groot)

 Rik Ringers (Tibet & A.P. Duchâteau)

 Dommel (Dupa)

 Lucky Luke (Morris)

 De Daltons (Morris)

 Robbedoes en Kwabbernoot (Franquin)

 De Blauwbloezen (Lambil & Cauvin)

 De Smurfen (Peyo)

 De Duistere Steden (Schuiten & Peeters)
De Kat zou later ook een rol spelen tijdens de Belgische inzending in 2009. Tijdens het optreden van Patrick Ouchène met zijn lied Copycat werden er op de schermen op het podium animaties vertoond van de Kat.

## Deelnemers

### Terugkerende artiesten
| Land       | Artiest      | Plaats | Eerdere deelname                   | Plaats toen |
| ---------- | ------------ | ------ | ---------------------------------- | ----------- |
| Duitsland  | Wind         | 2      | Duitsland 1985                     | 2           |
| Ierland    | Johnny Logan | 1      | Ierland 1980                       | 1           |
| Oostenrijk | Gary Lux     | 20     | Oostenrijk 1983 (deel van Westend) | 9           |
| Oostenrijk | Gary Lux     | 20     | Oostenrijk 1985                    | 8           |

### Nationale keuzes
In Noorwegen werd Finn Kalvik (Eurovisiesongfestival 1981) 4de in de Melodi Grand Prix. Bij Kdam herkanste ex-winnaar Izhar Cohen, twee jaar eerder eindigde hij ook als vijfde in Göteborg. Eiríkur Hauksson die vorig jaar nog in de groep ICY zong voor IJsland deed nu in de groep Módel mee die als tweede eindigde bij Söngvakeppnin. MFÖ (ESF '85) deed opnieuw mee in Turkije. Anna Vissi die twee jaar eerder nog voor Cyprus meedeed waagde nu haar kans voor Griekenland. Michael Hoffmann van het duo Hoffmann & Hoffmann deed mee in de Duitse preselectie. Ook de Deense Kirsten Siggaard, van het duo Hot Eyes, probeerde het dit jaar solo. Dario Campeotto stond in 1961 op het songfestival en Tommy Seebach in 1979 en 1981. In Joegoslavië moesten Tereza Kesovija, Seid Memić-Vajta en Danijel Popović toezien hoe Novi Fosili won.

### Kaart

Deelnemende landen
Landen die al meegedaan hebben maar niet meedoen

### Terugkerende landen
- Griekenland
- Italië